# 荆棘冠冕 (卡拉瓦乔, 普拉托)
《荆棘冠冕》（義大利語：Incoronazione di spine）是意大利 巴洛克大师卡拉瓦乔的两幅画的主题。第一个版本的创作时间，大约在1604 年至 1605 年，现藏于意大利托斯卡纳大区普拉托的阿尔贝蒂宫。对于这幅画的创作者是否为卡拉瓦乔，目前尚有争议。对于创作时间也有争议，John Gash认为是在1601-1603年。